# Ivan Stamać
Ivan Stamać (Dubrovnik, 1936. − Zagreb, 20. lipnja 2009.) je bio hrvatski diplomirani inženjer elektrotehnike, skladatelj, akustičar, član Nadzornog odbora Hrvatskoga društva skladatelja, glazbeni publicist. 

## Životopis
Rodio se je u Dubrovniku 1936. godine. Glazbu je učio u Zadru, a zatim radio kao glazbenik u plesnim i jazz-sastavima. Od 1970. do umirovljenja bio je zaposlen na Radioteleviziji Zagreb kao stručnjak za glazbenu i prostornu akustiku.
Dobitnik je nekoliko nagrada na međunarodnim sajmovima izuma, a projektirao je pedesetak studija, kazališta i koncertnih dvorana. Najvažniji je njegov doseg sustav integrirane akustike za gradnju tonskih studija. Kao skladatelj dobitnik je brojnih nagrada na festivalima zabavne glazbe. Širokoj javnosti najpoznatiji je kao sutvorac urbane glazbene instalacije Morske orgulje, koja postoji na zadarskoj rivi od 2005., a koju je izradio s arhitektom Nikolom Bašićem.
Uz svoj stručni rad, Ivan Stamać bio je i glazbenik širokih interesa i velika znanja. Autor je zapažena ciklusa na Radiju Zagreb pod naslovom Mali leksikon dobroga zvuka, a niz je godina obnašao dužnost urednika edicije Zabavne melodije pri Hrvatskom društvu skladatelja. Godine 1986. bio je direktor ZagrebFesta. Bavio se i glazbenom publicistikom, a njegovi su tekstovi objavljivani u stručnim medijima u zemlji i inozemstvu. Od 1997. dopredsjednik je Audio Engineering Society za južno-europsku regiju. 